# Annie (Nederlandstalige zangeres)
Annie, pseudoniem van Annie van Mourik-van de Ruit (Dordrecht, 1941 - 2013) was een Nederlandstalige zangeres van smartlappen en ander Nederlandstalig materiaal. Samen met haar zussen Jannie en Alie vormde ze het trio De Rosalientjes. De singles Moeder en Mammie verschenen in 1963, de singles Kleine Witte Duif en Gewetenloos volgden in 1964 als duo. 
Nadat zij enige jaren als schoonmaakster had gewerkt, kreeg Annie een platencontract bij Telstar. De singles Witte Rozen en Bittere Tranen (1977) en Als 'n Nachtvlinder (1978) kregen niet veel aandacht. In 1979 nam ze de single Mammie Waar Is Pappa op als een duet met de zangeres Tosca Verkooijen uit Breda.
In 1980 dook Annie op bij WEA Records. Haar debuutsingle Mishandeld vernederd verkracht werd uitgebracht in 1980. Hij bereikte de hit- noch de tipparade. Vele jaren later bleek het toch een bekend nummer: in 1994 stond het op nummer 22 van Radio Veronica's Flop 100 aller tijden. De elpee Liedjes van liefde en leven verscheen kort daarna, gevolgd door de singles Meisje, één reisje, Ik sta te blozen, Als er iemand is, die op je wacht, Als m'n moesje niet meer hier is en Eenzame nachten. Het laatstgenoemde nummer is een Nederlandstalige bewerking van O Sole Mio. Andere nummers blinken uit door opvallende teksten: in Meisje, één reisje gaat een visser nog eenmaal de zee op, voordat hij gaat trouwen. Hij verdrinkt in de woeste zee. In Als m'n moesje niet meer hier is wil een jongen wachten met trouwen totdat zijn moeder is overleden. Wanneer hij het huwelijk nog steeds uitstelt als zijn geliefde hem vertelt dat ze zwanger is, maakt zij het uit. Hij komt thuis, en voilà: moeder is dood. Een aantal songteksten van Annie werd geschreven door Aad Klaris. De media-aandacht bleef doorgaans beperkt tot piraten-radiostations en enkele optredens bij het TV-programma Op volle toeren.
Vanaf 1983 verschenen enkele singles van Annie op verschillende labels: Altijd een traan (Telstar, 1983), Oude wonden (Audio Records, 1985) en Mijn moesje (VNC, 1986)
Annie overleed in 2013. Zij was de moeder van Gerard, Martin en Martina van Mourik.

## Discografie

### Albums
| Album met eventuele hitnotering(en) in de Nederlandse Album Top 100 | Datum van verschijnen | Datum van binnenkomst | Hoogste positie | Aantal weken | Opmerkingen |
| ------------------------------------------------------------------- | --------------------- | --------------------- | --------------- | ------------ | ----------- |
| Liedjes van liefde en leven                                         | 1980                  | -                     |                 |              |             |

### Singles
| Single met eventuele hitnotering(en) in de Nederlandse Top 40 | Datum van verschijnen | Datum van binnenkomst | Hoogste positie | Aantal weken | Opmerkingen |
| ------------------------------------------------------------- | --------------------- | --------------------- | --------------- | ------------ | ----------- |
| Mishandeld vernederd verkracht / Het zilveren uurwerk         | 1980                  | -                     |                 |              |             |
| Meisje één reisje / Tranen zul je mij niet zien huilen        | 1980                  | -                     |                 |              |             |
| Als er iemand is die op je wacht / Oma is jarig               | 1981                  | -                     |                 |              |             |
| Als m'n moesje niet meer hier is / Meisje in de bijlmerbajes  | 1981                  | -                     |                 |              |             |
| Eenzame nachten / Het mooiste in het leven                    | 1981                  | -                     |                 |              |             |
| Altijd een traan / Ik hou van jou                             | 1983                  | -                     |                 |              |             |